# Soilmec
Soilmec S.p.A. — итальянский производитель строительной техники, принадлежащий группе Trevi, основанный в 1969 году в Чезене. Продукция Soilmec продается более чем в 70 странах мира.
Soilmec производит буровое оборудование для строительства свайных фундаментов, бурения и обслуживания нефтяных, газовых и водяных скважин. Компания расширилась до производства гусеничных кранов и туннелепроходческих машин.
Оборудование, производимое Soilmec, обычно белого цвета с синей окантовкой, а название Soilmec написано желтым текстом с черным контуром.

## Галерея

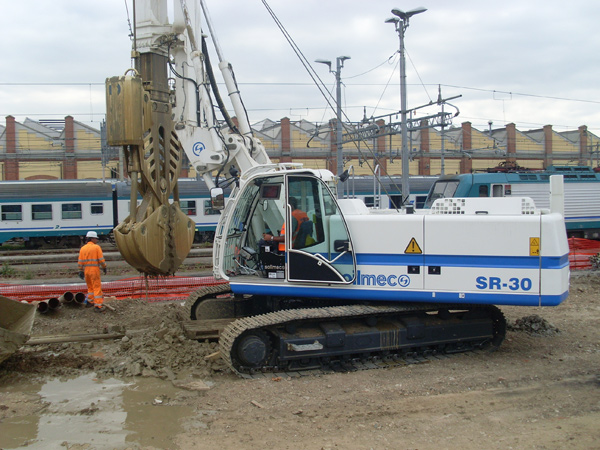
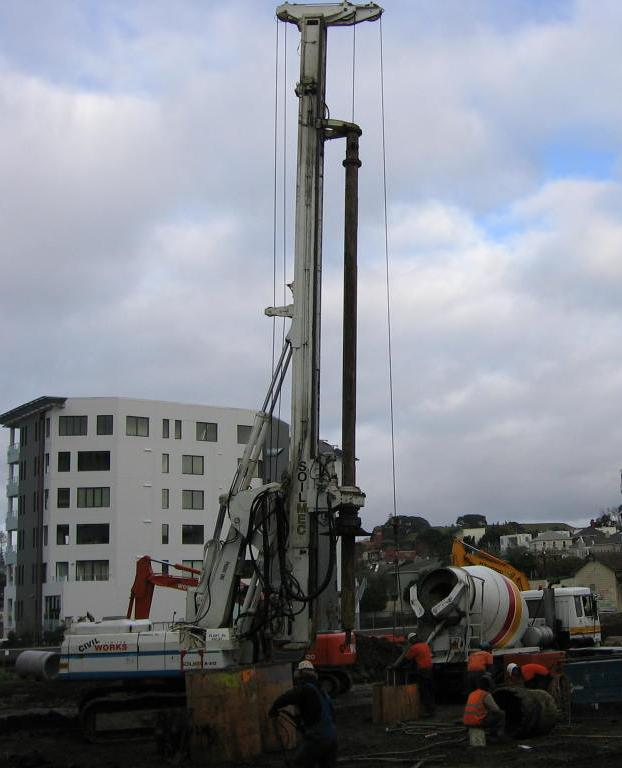
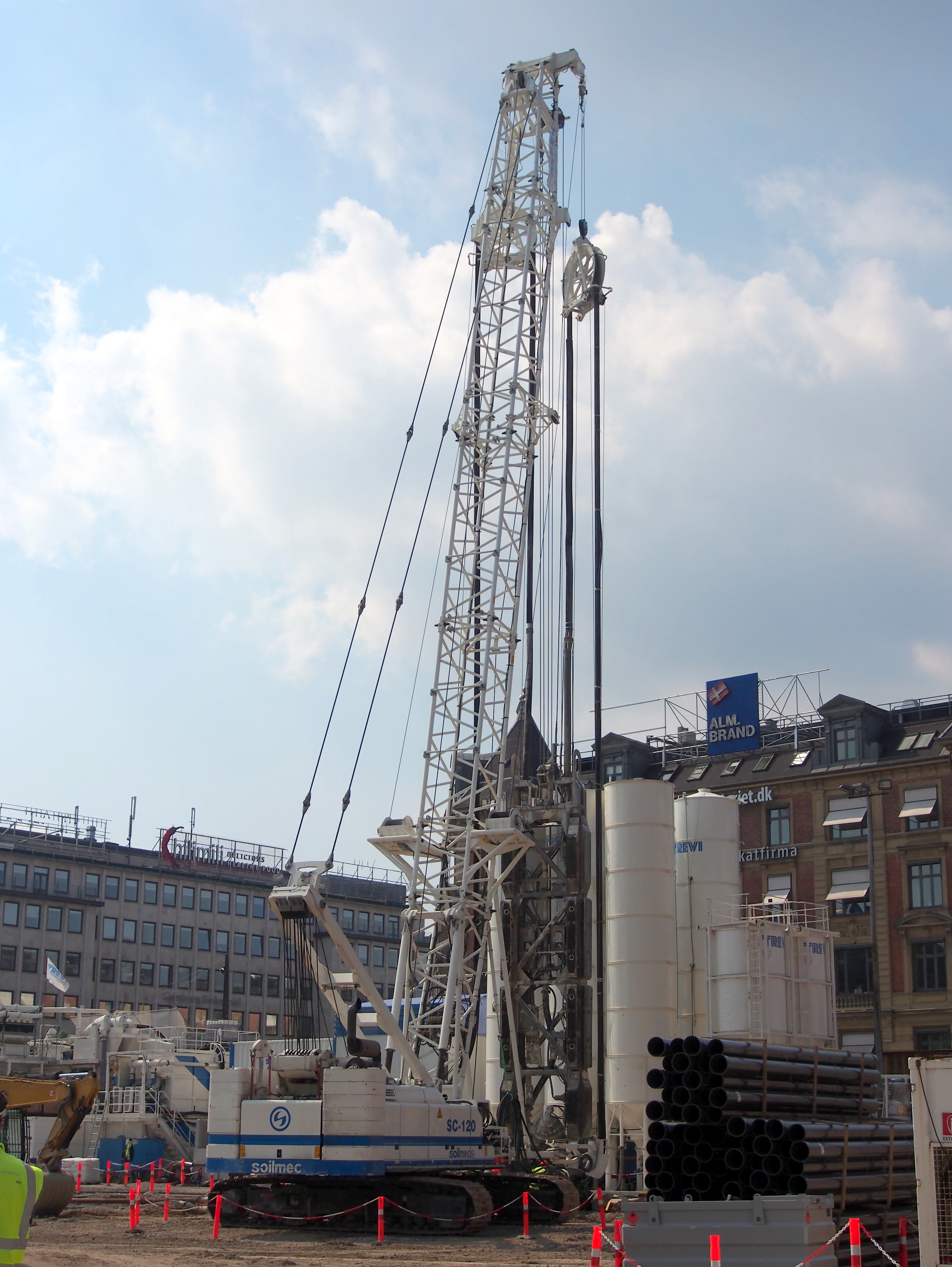
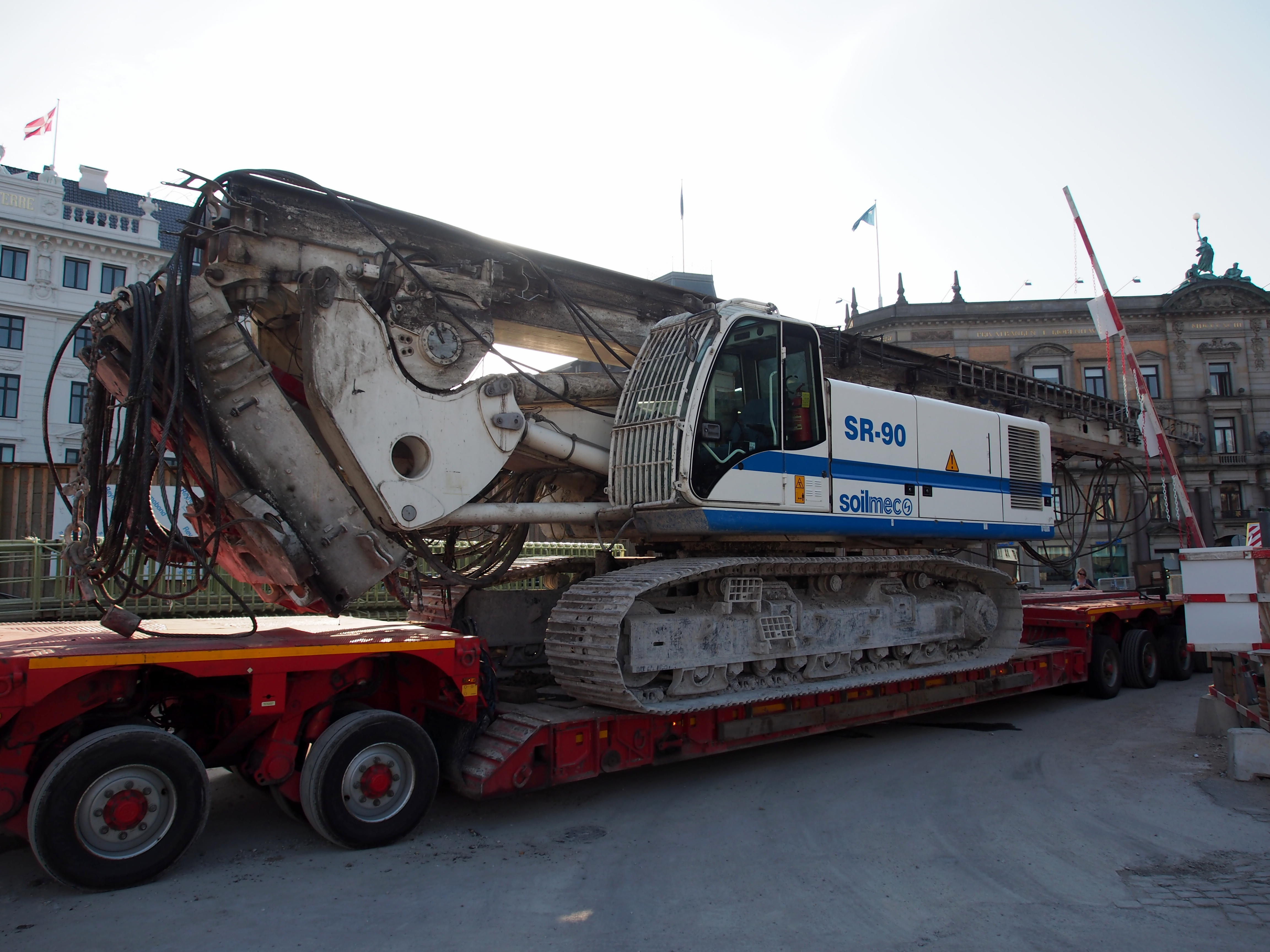
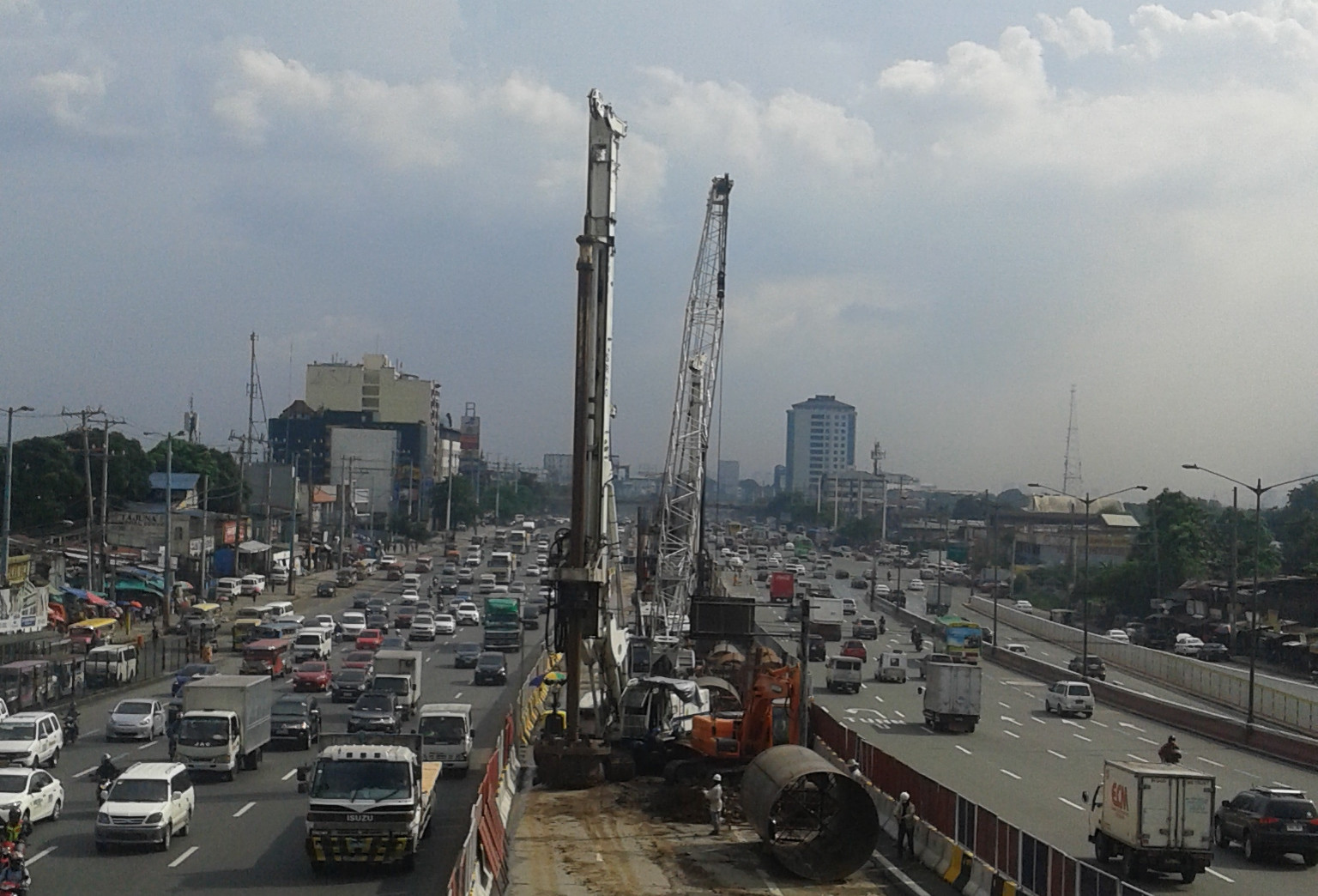
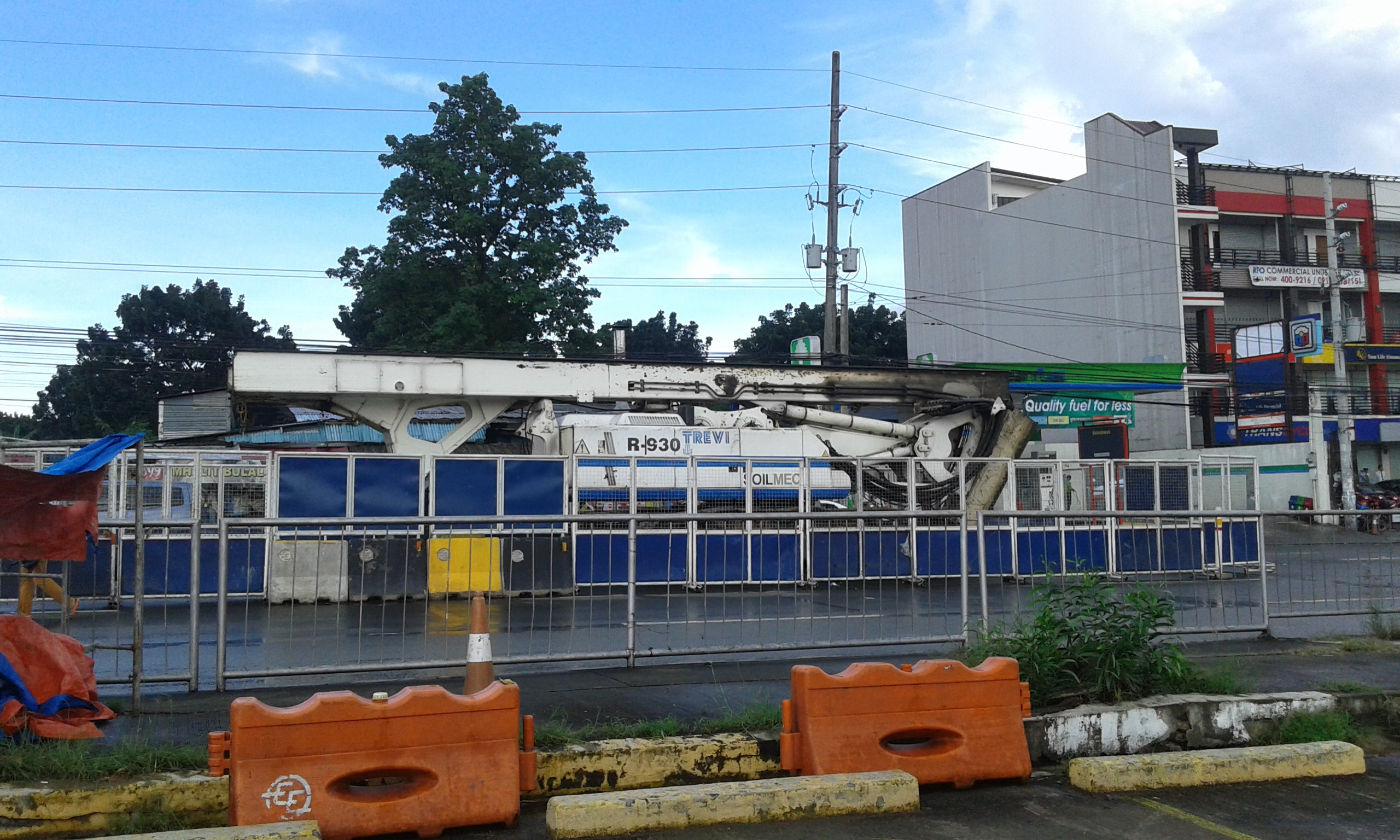